# Villereau (Loiret)
Villereau – miejscowość i gmina we Francji, w Regionie Centralnym, w departamencie Loiret.
Według danych na rok 1990 gminę zamieszkiwały 333 osoby, a gęstość zaludnienia wynosiła 37 osób/km² (wśród 1842 gmin Regionu Centralnego Villereau plasuje się na 813. miejscu pod względem liczby ludności, natomiast pod względem powierzchni na miejscu 1204.).